# Адмирал Эссен (сторожевой корабль)
«Адмирал Эссен» — второй фрегат проекта 11356Р, состоящий на вооружении Черноморского флота ВС России.
Корабль входит в состав 30-й дивизии надводных кораблей. Наименован в честь адмирала Российского императорского флота, командующего флотом Балтийского моря во время Первой мировой войны Николая Оттовича фон Эссена (1860—1915).

## История постройки корабля
Фрегат «Адмирал Эссен» был заложен 8 июля 2011 года на стапеле ПСЗ «Янтарь» в Калининграде (заводской номер № 01358). 7 ноября 2014 года фрегат был спущен на воду.
Получил бортовой номер 751 (490 с октября 2017 года).
Основу ударного вооружения корабля составляют универсальные пусковые установки 3С14. Пусковые установки способны использовать ракеты Калибр, Оникс, когда последние будут приняты на вооружение.

## Испытания
С 28 октября 2015 года начал проходить заводские ходовые испытания.
5 ноября 2015 года впервые вышел в море.
30 января 2016 года начал государственные испытания.
23 марта 2016 года, в рамках проведения государственных испытаний, покинул Ленинградскую военно-морскую базу Балтийского флота и вышел в море для совершения межфлотского перехода на Северный флот.
4 апреля 2016 года прибыл на Северный флот для проведения стрельб. При переходе из районов Северо-Восточной Атлантики в составе отряда кораблей, возглавляемого большим противолодочным кораблём (БПК) «Вице-адмирал Кулаков», экипаж отработал совместное маневрирование, проверил системы связи, а также навигационные и радиотехнические средства корабля.
В рамках испытаний «Адмирал Эссен» выполнил практические стрельбы в Баренцевом море из различных комплексов вооружения.
15 апреля 2016 года завершил государственные испытания.
Передача корабля ВМФ России была запланирована на 26 мая 2016 года, однако за день до передачи было объявлено о необходимости дополнительных испытаний.
Передача флоту и подъём Военно-морского флага состоялась 7 июня 2016 года.

## Служба
16 октября 2016 года фрегат «Адмирал Эссен» вышел из Балтийска для совершения межфлотского перехода с Балтийского на Чёрное море к месту постоянной службы в Севастополь. Однако переход не состоялся, по причине повреждения у корабля винто-рулевой группы. В ноябре проходил ремонт винтов в плавучем доке[где?].
23 декабря 2016 года сообщено, что ремонт фрегата «Адмирал Эссен» завершён и корабль вернулся в Балтийск. Планировалось, что фрегат останется на Балтике до весны 2017 года.
В начале марта 2017 года фрегат «Адмирал Эссен» совместно с корветом «Сообразительный» успешно провёл артиллерийские стрельбы по морским целям в Балтийском море и 28 апреля 2017 года начал межфлотский переход с Балтийского флота к месту постоянного базирования на Черноморский флот.
5 мая 2017 года «Адмирал Эссен» усилил постоянное соединение Военно-морского флота России в Средиземном море. Он проследовал через пролив Гибралтар и прибыл в акваторию Средиземного моря.
5 июля 2017 года «Адмирал Эссен» пришёл в Севастополь после перехода с Балтики и выполнения боевых задач в составе постоянного оперативного соединения ВМФ России в Средиземном море.
9 июля 2017 года «Адмирал Эссен» вышел из Севастополя и направился к берегам Сирии, где вошёл в российскую группировку боевых кораблей.
30 июля 2017 года «Адмирал Эссен» принял участие в военно-морском параде РФ в сирийском Тартусе.
21 сентября 2017 года в пресс-службе Черноморского флота сообщили о том, что «Адмирал Эссен» возвращается в Севастополь после выполнения задач в составе постоянного оперативного соединения ВМФ России в Средиземном море.
22 сентября 2017 года фрегат «Адмирал Эссен» прибыл в Севастополь.
13 марта 2018 года «Адмирал Эссен» вышел из Севастополя и взял курс на Средиземное море. В конце июня 2018 года завершил выполнение задач в Средиземном море и прибыл в Севастополь в июле 2018 года.
В сентябре 2018 года принял участие в масштабных учениях ВМФ России, проходивших в Средиземном море.
1 марта 2019 года вновь отправился в Средиземное море.

## Боевое применение
В мае, июне и сентябре 2017 года корабль выполнял пуски крылатых ракет «Калибр» по укрытиям боевиков ИГ в ходе операции российских войск в Сирии.
Участвовал в российском вторжении на Украину.

## Командиры
- Капитан 2 ранга Томашков Сергей Николаевич (ноябрь 2014 — по предположительно декабрь 2016 года)[38][39]
- Капитан 2-го ранга Куприн Антон Валерьевич (2016—2020)[40]
- Капитан 2-го ранга Александр Смирнов (2020 — н. в.)[41][42].